# Gauß-Expedition

Die Gauß auf einer Fotografie aus der Tageszeitung „Der Tag“ vom 16. Juli 1901

 Die Gauß-Expedition (1901–1903) war die erste deutsche Antarktisexpedition und wurde vom Polarforscher und Geologieprofessor Erich von Drygalski auf dem Großsegler Gauß geleitet. Das Ziel der Expedition war die Erforschung des unbekannten Gebietes südlich der Kerguelen.

## Expedition

Teilnehmer der Gauß-Expedition: Drygalski, Vahsel, Ruser, Lerche (von links nach rechts)

Am 11. August 1901 stach das Forschungsschiff Gauß, das eigens für diese Expedition gebaut worden war, von Kiel aus mit 32 Teilnehmern in See und erreichte am 22. November Kapstadt an der Südspitze Afrikas.  Am 7. Dezember wurde die Fahrt fortgesetzt.
Eine kleine Gruppe (Josef Enzensperger (Meteorologe), Karl Luyken (Geomagnetiker) und Emil Werth (Botaniker) sowie die Matrosen Urbansky und Wienke) wurde auf den Kerguelen stationiert und arbeitete parallel zur Hauptexpedition als geomagnetische und meteorologische Beobachtungsstation in der Baie de l’Observatoire („Beobachtungsbucht“). Dort sammelte man Vergleichsdaten. Die übrigen Teilnehmer, darunter mehrere Wissenschaftler (neben Drygalski Friedrich Bidlingmaier (1875–1914, Erdmagnetik und Meteorologie), Hans Gazert (1870–1961, ärztliche und bakteriologische Arbeiten), Emil Philippi (1871–1910, geologische und chemische Untersuchungen), Ernst Vanhöffen (1858–1918, Botanik und Zoologie)), fuhren weiter nach Süden.
Die Expedition machte auf der Insel Heard Station und unternahm die ersten umfassenden Untersuchungen über die Geologie, Flora und Fauna der Insel. Am 21. Februar 1902 wurde erstmals unbekanntes Land gesichtet. Nach dem deutschen Kaiser erhielt es den Namen Kaiser-Wilhelm-II.-Land. Bereits am nächsten Tag traf das Schiff auf festes Scholleneis, das ein weiteres Vorwärtskommen sehr erschwerte. Wenig später, am 1. März, wurde das Schiff endgültig vom Eis eingeschlossen und fast ein Jahr lang etwa 50 Meilen vor der Küste festgehalten. Durch die abgerundete Form des Rumpfes (ähnlich der des norwegischen Polarforschungsschiffs Fram) wurde das Schiff vom Eis jedoch nicht zerdrückt, sondern angehoben.

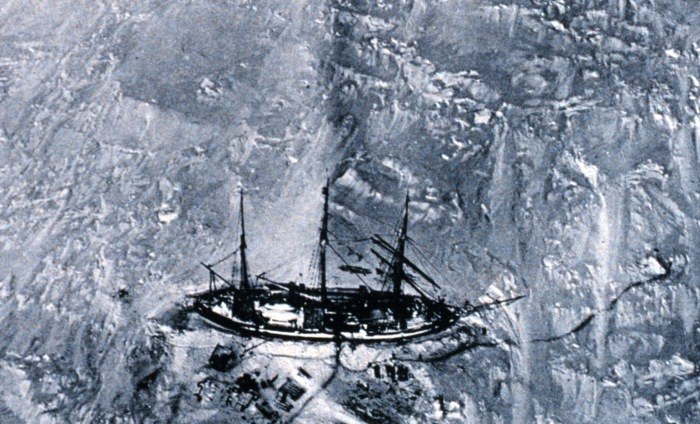
Die im Eis eingeschlossene Gauß am 29. März 1902. Dieses aus einem Fesselballon aufgenommene Foto ist eines der ersten in der Antarktis gemachten Luftbilder.

Die Zeit der erzwungenen Unbeweglichkeit wurde für intensive Forschungstätigkeiten genutzt. Viele meteorologische und zoologische Daten und Beobachtungen wurden gesammelt, die später einen 22-bändigen Expeditionsbericht füllten. Mit Schlitten wurden sieben Reisen in die Umgebung unternommen, und mithilfe eines mit Wasserstoff gefüllten Fesselballons wurde der weitere Umkreis beobachtet. Drygalski war nach Robert Falcon Scott der zweite Forscher, der in der Antarktis einen Fesselballon benutzte. Bei drei Aufstiegen am 29. März mit Drygalski an Bord erreichte der Ballon eine Höhe von etwa 500 Metern. Dabei wurde nahe der Küste auch eine dunkle Erhebung gesichtet und zum Ziel einer Erkundungsfahrt. Die Wissenschaftler entdeckten in etwa 80 Kilometer Entfernung einen erloschenen Vulkan, dem sie den Namen „Gaußberg“ gaben, und vermaßen seine Höhe mit 371 Metern.

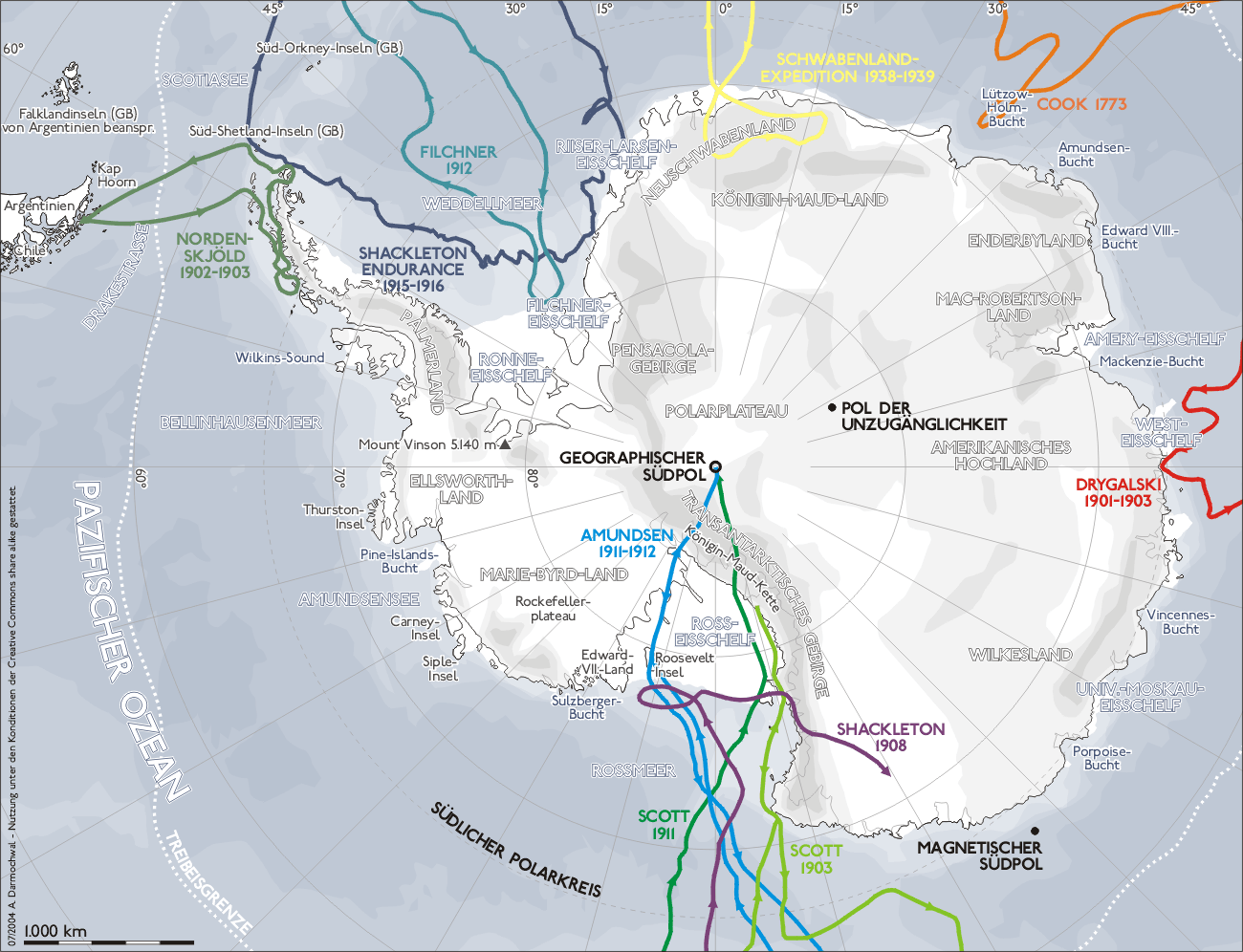
Die Route der von Drygalski geleiteten Gauß-Expedition (rot markiert)

 Da das Eis das eingeschlossene Schiff auch im antarktischen Frühling des folgenden Jahres nicht freigab, streute die Besatzung mehrfach Asche in den Bereich zwischen der Gauß und der Eiskante. Die Sonnenstrahlung schmolz unter der dunklen, Wärme absorbierenden Ascheschicht eine Fahrrinne von zwei Metern Tiefe in das Eis. Die Gauß kam am 8. Februar 1903 frei und erreichte am 16. März wieder das freie Wasser. Eine zweite Überwinterung und damit weiteres Vordringen nach Süden waren nicht möglich. Daher ging das Schiff nach Norden, nahm die auf den Kerguelen Verbliebene wieder auf, und traf am 9. Juni wieder in Kapstadt ein. Da die deutsche Regierung keine Mittel für eine weitere Überwinterung bewilligte, trat die Expedition die Heimreise an und erreichte Kiel am 23. November 1903.

## Rückkehr und Auswertung

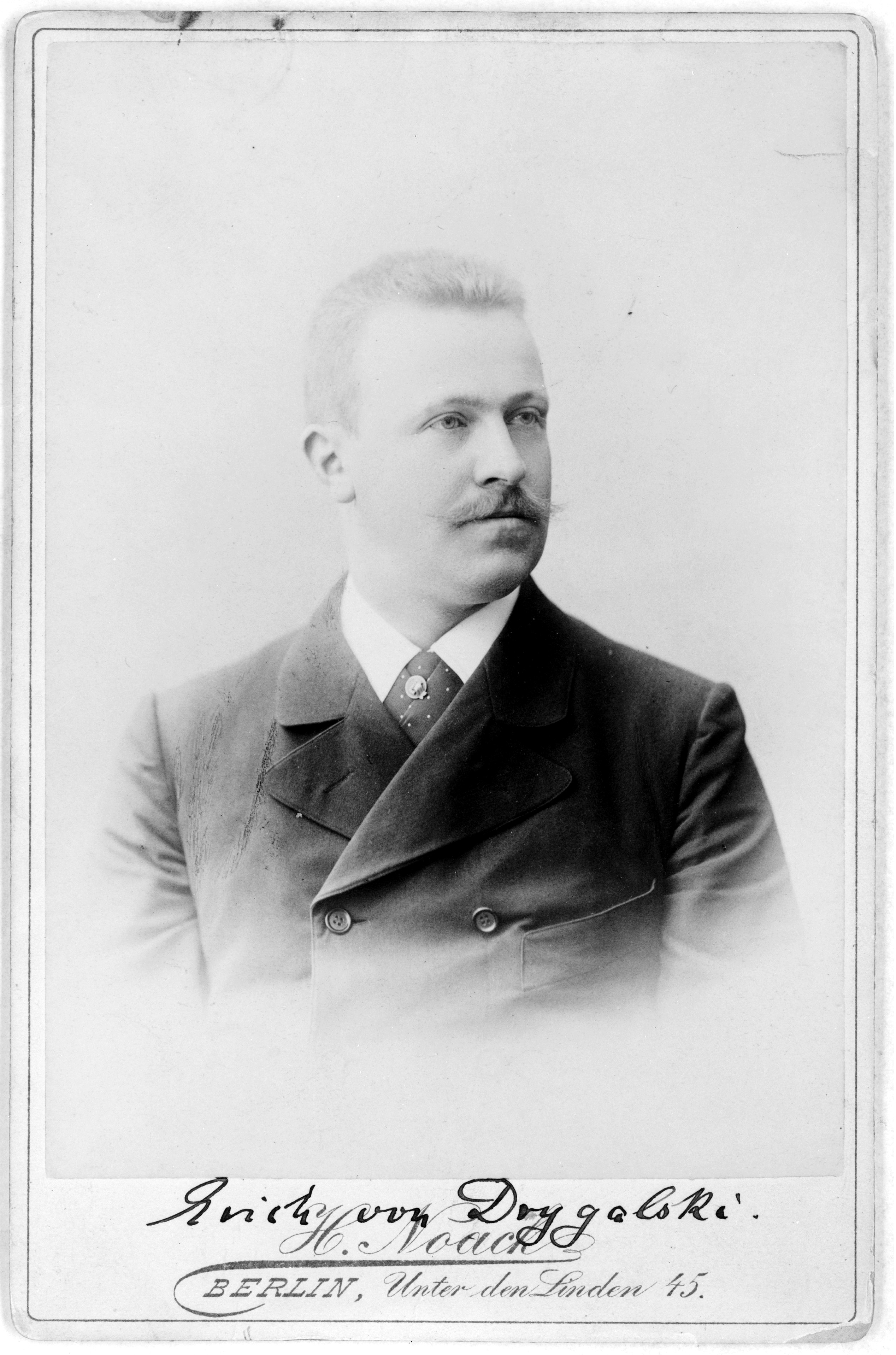
Erich von Drygalski (1865–1949)

Im November 1903 traf der Großsegler Gauß wieder in Kiel ein. In der Folge schrieb Erich von Drygalski den Bericht über die Expedition und bearbeitete die umfangreichen wissenschaftlichen Daten. Zwischen 1905 und 1931 gab er 20 Bände und zwei Atlanten heraus, welche die Expedition dokumentieren (siehe Hauptartikel Deutsche Südpolar-Expedition 1901–1903).
Im Rahmen der Expedition wurden neun Arten und drei Subspezies innerhalb der Klasse der Hexactinelliden entdeckt, sowie Arten aus den Gattungen Hyalonema, Caulophacus, Chonelasma, Bathyxiphus und Aulocalyx in 2400–3400 Meter Tiefe nachgewiesen. Es gab, Stand 1910, 26 Arten von antarktischen Hexactinelliden, von denen 19 zu den Rossellidea gehörten.
Die Gauß-Expedition brachte der Wissenschaft zahlreiche neue Erkenntnisse über eine bis dahin nahezu unerforschte Region der Erde und war daher insgesamt ein großer wissenschaftlicher Erfolg. Kaiser Wilhelm II. war jedoch unzufrieden, denn die deutsche Expedition drang nur bis 66° 2' südlicher Breite vor, während die Expedition der Briten 82° 17' südliche Breite erreicht hatte.